# Derevnja

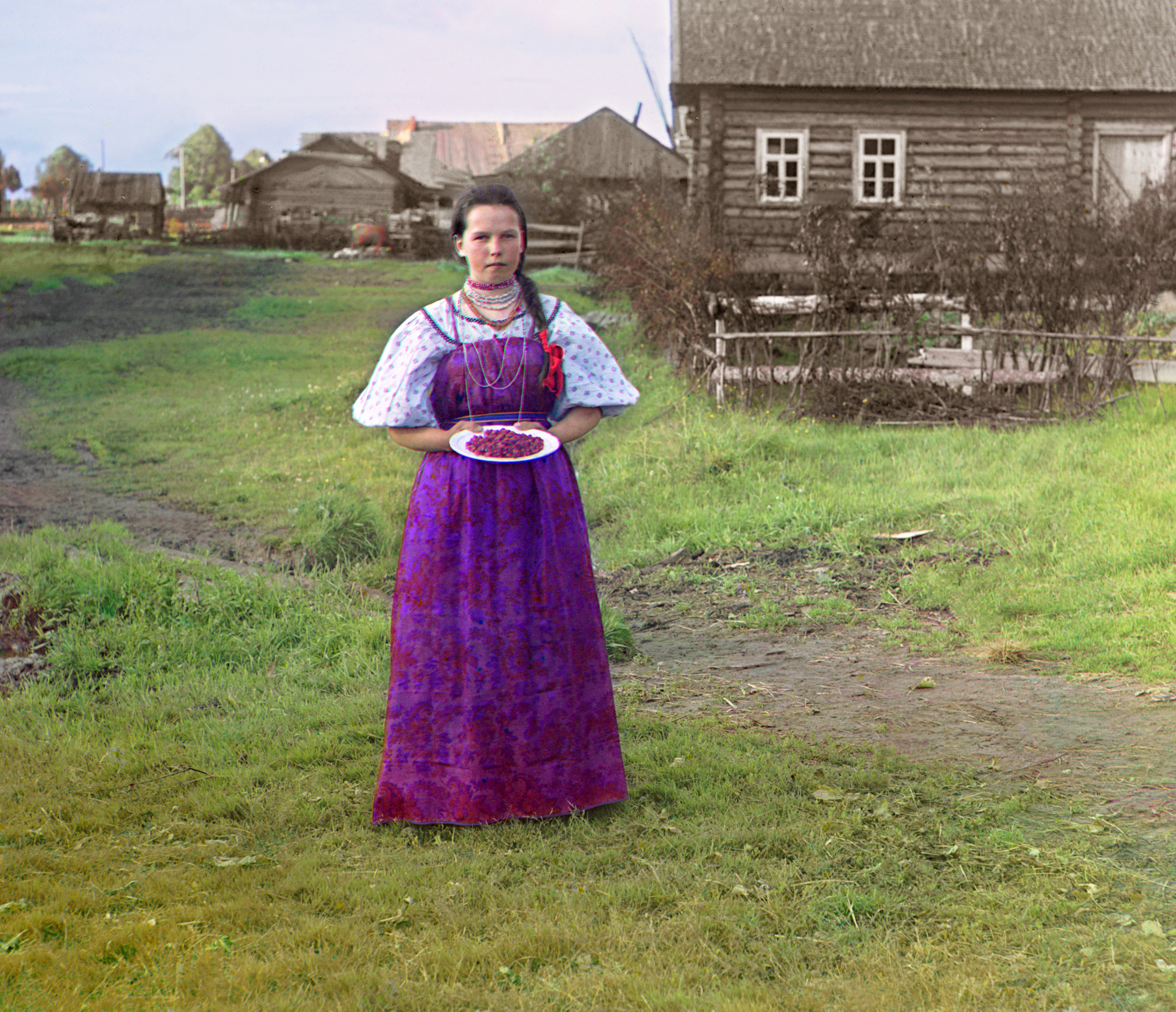
Een Russisch meisje in traditionele kledij presenteert een bord met wilde aardbeien in een derevnja in het gouvernement Vologda (Sergej Prokoedin-Gorski, 1910)

Een derevnja (Russisch: деревня) is het algemene woord voor dorp in Rusland en andere Slavische landen. In de praktijk wordt het meestal gebruikt voor dorpen met enkele tientallen tot enkele honderden huizen, waarvan de inwoners vooral in de landbouw en handwerken actief zijn en waar zich vaak (maar niet altijd) geen kerk bevindt of bevond (veel kerken zijn in de sovjetperiode gesloopt). Het is verreweg het meest voorkomende plaatstype in Rusland, al woont er slechts een klein deel van de bevolking. De andere twee belangrijkste vormen van niet-stedelijke dorpen in Rusland zijn selo en posjolok.
Derevnja's zijn vaak te herkennen aan de uitgangen op -a (bijvoorbeeld Petrovka), of -o (bijvoorbeeld Andrjoesjino).

## Naam en geschiedenis
Het woord is mogelijk afgeleid van het Russische deroe (деру) of drat (драть) en zou oorspronkelijk iets hebben betekend als "het ontdoen van de grond van bos" of "het opengooien van maagdelijke grond". De naam werd voor het eerst ergens in het noordwesten van Rusland opgetekend in de 14e eeuw en verspreidde zich vanuit daar naar andere delen van Centraal-Rusland en daarbuiten.
In historische zin werd met een derevnja vaak een kleine landbouwnederzetting aangeduid, die werd onderscheiden van een selo op basis van grootte (een derevnja was kleiner dan een selo) en de afwezigheid van een kerk of landhuis van een landheer (het lijfeigenschap bestond in Rusland formeel tot 1861). In de sovjetperiode werden derevnja's onderscheiden van selo's door het feit dat in de laatste vaak het bestuur van een selsovjet zetelde. Nog kleinere nederzettingen (gehuchten, buurtschappen, ed.) werden en worden bijvoorbeeld aangeduid als vyselok, potsjinok, choetor of zaimka. Lokale varianten van de derevnja zijn kisjlak (bergdorp in Centraal-Azië), aoel (bergdorp in de Kaukasus), gjoech of sjen (Armeens dorp), stanitsa (grote Kozakkenderevnja, met name aan de Don en de Koeban). Dergelijke namen werden in de Russische literatuur vaak als derevnja aangeduid.